# Condado de Monaghan
O Condado de Monaghan (Muineachán em irlandês) é um condado da República da Irlanda, no nordeste do país. Tem o nome de sua maior cidade.
Monaghan tem como vizinhos os condados norte-irlandeses de Fermanagh a noroeste,  Tyrone a norte e Armagh a nordeste; na República, seus vizinhos são Louth a sudeste, Meath a sul e Cavan a noroeste.